# 赣南脐橙

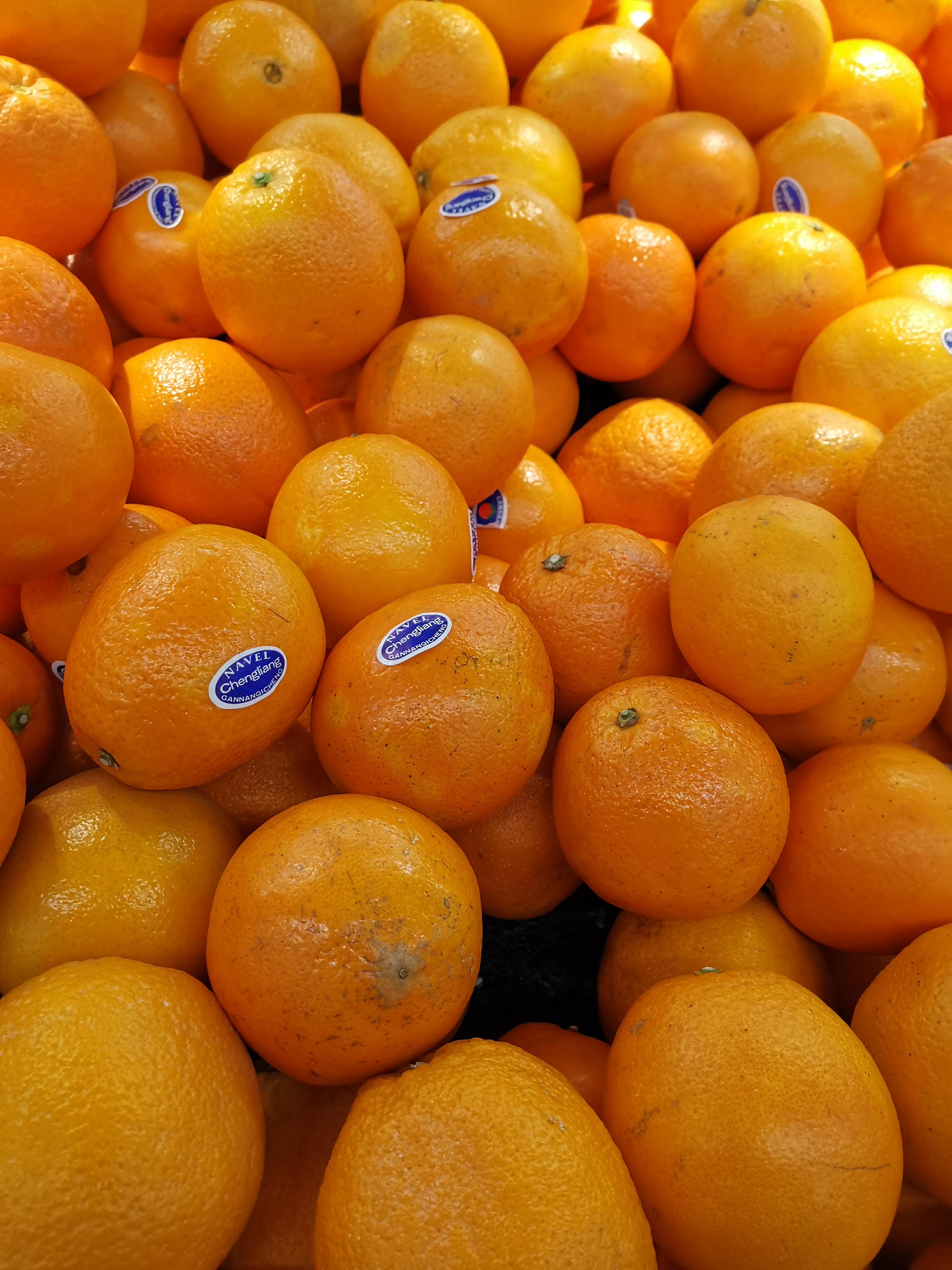
赣南脐橙

赣南脐橙（英語：Gannan navel orange）是产地为江西省赣州市（传统上称为赣南）境内的脐橙，为中国国家地理标志产品，名列《中欧地理标志协定》中。

## 历史
1971年，第一批脐橙树苗引种赣州地区信丰县安西园艺场。